# Gigbag
Gigbag (auch Gig bag) ist die Bezeichnung für eine gepolsterte Tasche für Musikinstrumente. Dieser auch im Deutschen geläufige Anglizismus ist zusammengesetzt aus Gig (Musiker-Jargon für einen Live-Auftritt oder ein Engagement) und Bag (engl.: Tasche).

## Zweck und Ausführungen
Das Gigbag soll das zumeist einzeln darin verpackte Musikinstrument beim Transport und bei der Aufbewahrung vor Feuchtigkeit, Verschmutzung und vor Beschädigungen schützen. Für letzteren Zweck sind Gigbags je nach Ausführung unterschiedlich dick wattiert beziehungsweise mit Schaumstoff gefüttert und teilweise durch Sperrholz verstärkt. Die Außenhülle der meisten Gigbags besteht aus stabilem Synthetik-Gewebe (zum Beispiel aus Nylon) oder aus Kunstleder, hochwertige Gigbags können aus Echtleder gefertigt sein. Gigbags haben in der Regel mindestens einen Tragegriff sowie zwei Schultertrageriemen, mit denen das Instrument wie ein Rucksack auf dem Rücken getragen werden kann. Die meisten Gigbags verfügen zusätzlich über außen aufgesetzte Taschen für diverses Zubehör wie beispielsweise Noten, Instrumentenkabel (bei elektrisch verstärkbaren Musikinstrumenten) und Pflegemittel für das Instrument.
Der Vorteil von Gigbags gegenüber anderen Schutz- und Transportbehältern für Musikinstrumente besteht in deren niedrigem Eigengewicht. Ihr Nachteil ist der gegenüber stabileren Behältnissen geringere Schutz vor mechanischen Belastungen (Druck, Sturz, Stöße). Bei höheren Ansprüchen an den Schutz der Instrumente, zum Beispiel beim Transport als Frachtgut, kommen daher meist stabilere Instrumentenkoffer in starrer Ausführung wie beispielsweise Flightcases zum Einsatz.